# Hemelgarn Racing
Hemelgarn Racing fue un equipo estadounidense que compitió inicialmente en la CART IndyCar World Series y posteriormente fue cofundador de la Indy Racing League fue fundado por Ron Hemelgarn. El equipo ganó las 500 Millas de Indianápolis de 1996 y la IRL en la temporada 2000 con Buddy Lazier. Junto a A.J. Foyt Enterprises, Hemelgarn fueron los únicos en haber competido al menos una carrera en cada temporada de la existencia de la IRL (1996-2003), antes de su cambio de denominación como IndyCar Series.

## Historia

### Los primeros días: CART IndyCar World Series
El equipo fue fundado en 1985 y participó a tiempo parcial en la serie CART IndyCar World Series con coches obsoletos y con 3 pilotos diferentes. En 1986 el equipo fue profulsado con el nuevo chasís March y participó a tiempo completo con Jacques Villeneuve Sr. y a tiempo parcial con Scott Brayton, poniendo al equipo en pista en la línea de partida de la 500 Millas de Indianapolis de 1986. El holandés Arie Luyendyk reemplazó a Villeneuve en 1987 y terminó 7° lugar en la general en la serie CART. En la temporada 1988 con Brayton que compitió toda la temporada para el equipo, mientras que otros 3 pilotos hicieron calendario parcial. En 1989 tuvo a 7 pilotos diferentes al volante de un coche Hemelgarn, y se destacó como el equipo luchó para encontrar consistencia para ser competitivo. Buddy Lazier se unió al equipo en 1990 y compitió en sus primeras 6 carreras de la CART IndyCar World Series con el equipo, pero no logró clasificarse para la Indy 500, sin embargo el nieto del piloto serbio-estadounidense Bill Vukovich, el estadounidense Billy Vukovich III, logró clasificar su coche Hemelgarn para las 500 millas de Indianapolis, finalizando en la posición 24° en el ya obsoleto coche Lola con motor Buick. Hemelgarn se asoció con Dale Coyne Racing en pista con un coche para Road America y el Molson Indy Toronto con Lazier a bordo en 1991. Sin embargo, eso fue por 2 carreras para el equipo que no incluyó la Indy 500, donde se otorgó otro coche diferente para Lazier, otro para la leyenda de la Indy 500 Gordon Johncock y el piloto Stan Fox. En 1992 el equipo sólo participó para la Indy 500 ya que los gastos para la temporada en la serie aumentaron considerablemente. En 1993 vio como el equipo en competencia se redujo a un solo coche conducido por el piloto pago Brian Bonner, en un par de carreras en los circuitos. Entre 1994 y 1995 de nuevo vio al equipo Hemelgarn competir en la Indy 500 de dichos años, colocando un par de coches para Fox en ambos años y para Jeff Andretti en 1994 y Jim Crawford en 1995, aunque ambos no lograron mucho en pista.

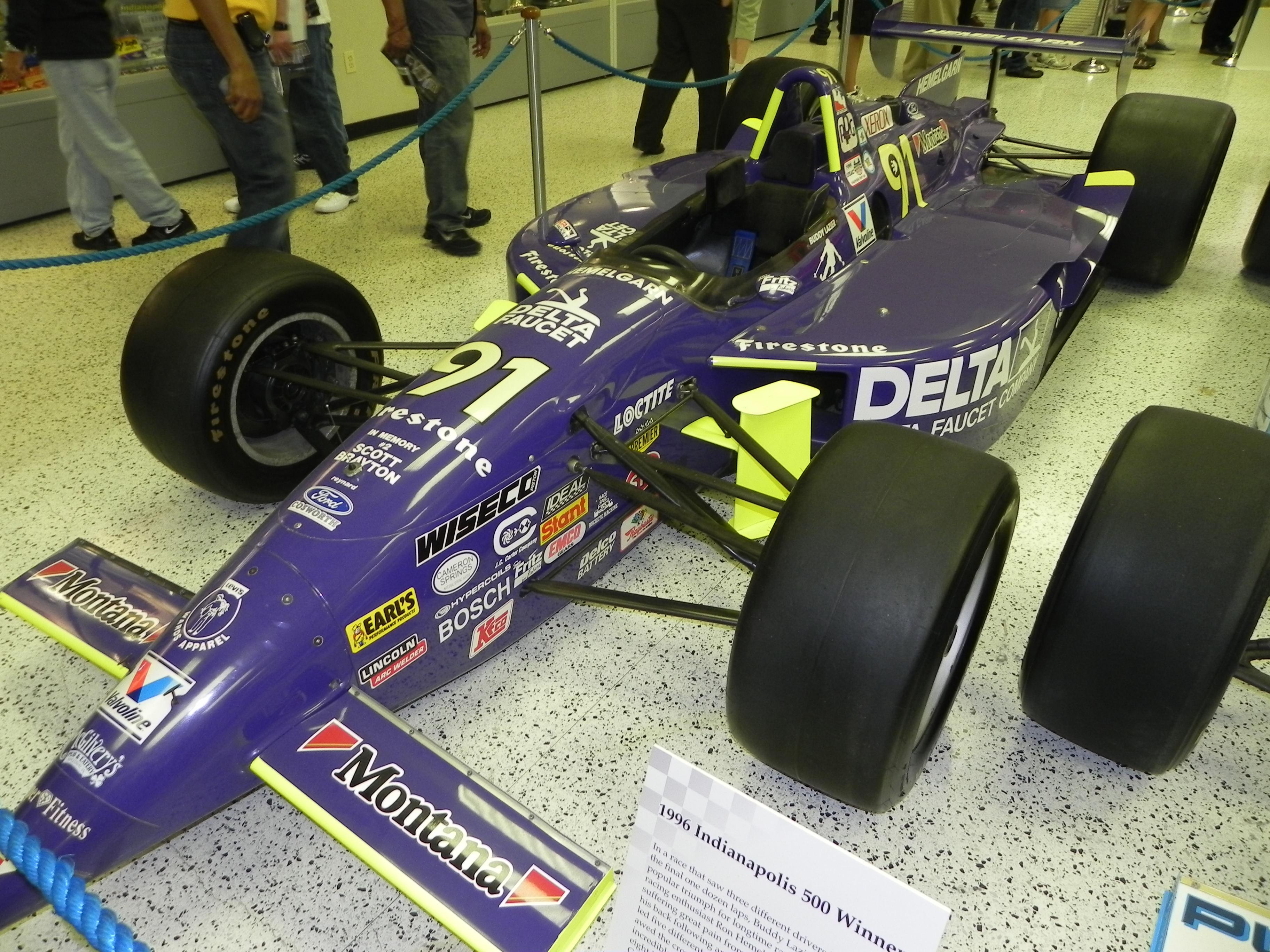
Coche de Buddy Lazier con el que ganó la Indy 500 de 1996, este coche fue último de los Champ Cars que ganaron en las 500 millas de Indianapolis, ya que en la temporada siguiente la serie estrenó sus propios coches.

### Los años de gloria en la IRL
Cuando el duenño del Indianapolis Motor Speedway Tony George rompe con CART y funda la Indy Racing League en 1996, el equipo estaba ansioso por volver a la competición a tiempo completo y volvió a firmar al expiloto de Hemelgarn Buddy Lazier para una temporada completa y envió logró incluir dos coches adicionales para Brad Murphey y Stephan Gregoire en la Indy 500. Lazier por fin le dio su primera victoria en las 500 millas de Indianapolis y Hemelgarn salió en primer lugar como un excelente trabajo de equipo que los unió valientemente mientras se recuperaba de una lesión en la espalda durante los días previos a las 500 millas de Indianapolis de 1996 . Esta victoria solidificó a Lazier y el patrocinio de Delta Faucet con el equipo por los próximos aiguientes años. Lazier fue uno de los mejores pilotos de la IRL en su momento, consiguiendo consistentemente decenas de buenos resultados y acabado en el Top 10° en la tabla general por puntos en los primeros años de la serie. En la temporada 2000 , Lazier y Hemelgarn juntos lograron una temporada de ensueño, consiguientdo también el campeonato de la IRL y terminando segundo en la 500 millas de Indianapolis detrás del dominante novato de la edición 84° de la Indy 500 el colombiano Juan Pablo Montoya. El equipo estuvo a punto de repetir el campeonato de 2001, con Lazier logrando 4 victorias y terminando segundo en el campeonato, aunque bastante lejos del campeón Sam Hornish Jr.

### La lucha y fin del Equipo
Desde 2002, el equipo comenzó a luchar contra los nuevos retos que llegaron desde la CART, cuando empezaron a llegar los equipos de dicha serie, inicialmente solo para la Indy 500, pero que más tarde se desencadenaría a más carreras. La afluencia de los antiguos equipos de la antigua serie CART había comenzado y Lazier sólo logró un 8° puesto en la general final en los puntos y sólo registró un par de Top 5°. 2003 fue aún peor, ya que el equipo luchó con los pocos potentes motores Chevrolet de ese momento a comparación de los recién llegados motores Honda y Toyota con sistemas centrales eléctricos y Lazier terminó con una decepcionante posición 19°al final de la temporada, lo que llevó a Delta Faucets a dejar el equipo. En 2004 el equipo sólo fue capaz de alinear un coche con Lazier únicamente para la Indy 500. En 2005 el equipo volvió a una temporada completa con el nuevo patrocinio de Etanol traído por el joven piloto Paul Dana que más tarde resultó accidentado tras 3 carreras y fue reemplazado por Jimmy Kite. En 2006 el patrocinio de etanol se fue del equipo y parecía poco probable que el equipo volvíera para finalizar la temporada, cuando llegaría a un acuerdo al negociar al piloto P. J. Chesson para que se uniera al equipo con el respaldo financiero de la estrella de la NBA Carmelo Anthony. En las 500 millas de Indianapolis de 2006, los pilotos que Hemelgarn contrató Chesson y Jeff Bucknum, se enredaron y chocaron en la segunda vuelta y acabaron en las dos últimas posiciones, y Ron Hemelgarn dejó que su equipo se acabara y suspendieron las operaciones del equipo, dejando a Chesson sin posibilidades de seguir compitiendo por el resto del año.
No se sabía cuando Hemelgarn Racing volvería a la competición hasta que el equipo presentó una entrada para las 500 millas de Indianapolis de 2007. Poco se supo de esta participaciónhasta que un se llegó a un acuerdo logrado el día viernes antes del último fin de semana de la clasificación con pilotos veteranos de las carreras que lograron conjuntamente con un antiguo chasis Hemelgarn (que después fue comprado por RP) con el piloto Richie Hearn. Hearn sólidamente puso el coche en pista después de sólo 26 vueltas de prácticas en el Bump Day y terminó la carrera en la posición 23°. En 2008 Buddy Lazier volvió al equipo para la Indy 500 e hizo en el último minuto del Bump Day poner el coche en pista. Con algo de práctica, lazier tuvo problemas con el manejo del coche y acabó en la posición 17° cinco vueltas atrás. El equipo trató de repetir el éxito relativo de 2008 en 2009, pero a pesar de correr con los tiempos de vuelta similares con los que había acabado el año anterior, Lazier que no fue capaz de lograr mejorar la velocidad su coche para participar en la carrera
En abril de 2010, el periodista del canal SPEED, Robin Miller, informó que Hemelgarn Racing había dejado existir.

## Pilotos notables
- Michael Roe 1985
- Enrique Mansilla 1985
- Scott Brayton 1986-1989
- Jacques Villeneuve Sr. 1986
- Arie Luyendyk 1987
- Ludwig Heimrath 1988-1989
- Buddy Lazier 1990-2003; 2008
- Johnny Unser 1997-1999
- Paul Dana 2005
- Jimmy Kite 2005
- P. J. Chesson 2006
- Stephan Gregoire 1996
- Gordon Johncock 1988-1989, 1991-1992
- Didier Theys 1989, 1993

- Stan Wattles 2000-2001